# حكيم نوري
حكيم نوري (مواليد 14 أبريل 1952) هو مخرج أفلام وممثل مغربي، وهو والد المخرجين سهيل نوري وعماد نوري. يعتبر من أبرز المخرجين في الساحة السينيمائية المغربية المشهود لهم بالاحترام والتفوق كما أن له العديد من الأفلام التلفزيونية والسينمائية التي أخرجها ولعب فيها أحيانا دور البطولة.
ٱنتخب رئيسا للغرفة المغربية لتقنيي الفيلم من 1992 إلى 1997، بعدها شغل منصب نائب رئيس الغرفة المغربية لمنتجي الأفلام إلى سنة 2001. وحاليا هو عضو دائم في مكتب الغرفة المغربية لمنتجي الأفلام.

## حياته
كان مولوعا بالفن منذ نعومة أظافره، لكنه لم يستطع إبراز موهبته بشكل فعلي إلا في سن الخامسة عشر حيث كان يؤلف ويخرج مع أصدقائه في الثانوية أفلاما قصيرة للهواة معتمدين على أبسط التقنيات التي كانت متوفرة في ذلك الوقت وبعد حصوله على شهادة الباكلوريا الأدبية من أهم المدارس التابعة للبعثات الفرنسية بالمغرب سنة 1970، قرر حينها حكيم الالتحاق بالمعهد الوطني للفنون المسرحية بالدار البيضاء حيث تمكن من صقل موهبته الفنية لمدة أربع سنوات.
بعد تخرجه من المعهد ٱستطاع العمل كمساعد للمخرج سهيل بنبركة في معظم أفلامه حتى العام 1981 الذي سيعرف فيه نقطة تحول في مساره الفني.

## بدايته الفنية
بعد ٱكتسابه الخبرة اللازمة كمساعد مخرج، كان أول عمل فني يقوم بإخراجه هو الشريط القصير «بدون كلمات» سنة 1977، والذي حاز على إثره على جائزة أحسن صورة في الدورة الأولى للمهرجان الوطني بالرباط العاصمة سنة 1982.

## أعماله

### أفلام تلفزيونية
- 2009: الضحايا
- 2007: التوائم
- 2003: نورا
- 2001: قلق

### أفلام سينمائية
- 2005: فيها الملح والسكر أو مبغاتش تموت 2
- 2002: قصة حب
- 1999: فيها الملح والسكر أو مبغاتش تموت 1
- 1998: مصير امرأة
- 1997: عبروا في صمت
- 1994:سارق الأحلام
- 1980:ساعي البريد

## وصلات خارجية
- حكيم نوري على موقع IMDb (الإنجليزية)
- حكيم نوري على موقع قاعدة بيانات الأفلام العربية
- حكيم نوري على موقع ألو سيني (الفرنسية)